# Athemus irrawaddicus
Athemus irrawaddicus là một loài bọ cánh cứng trong họ Cantharidae. Loài này được Svihla miêu tả khoa học năm 2004. https://upload.wikimedia.org/wikipedia/commons/9/9b/Podabrus_tricostatus.jpg￼